# La Course by Le Tour de France 2016
3. edycja kobiecego wyścigu kolarskiego La Course by Le Tour de France odbyła się 24 lipca 2016 roku, we Francji. Zwyciężczynią została Australijka Chloe Hosking, wyprzedzając Finkę Lottę Lepistö oraz Holenderkę Marianne Vos.
La Course by Le Tour de France był dwunastym w sezonie wyścigiem cyklu UCI Women’s World Tour, będącym serią najbardziej prestiżowych zawodów kobiecego kolarstwa. Zorganizowany został w tym samym dniu co ostatni etap wyścigu etapowego mężczyzn Tour de France.

## Wyniki
| M-ce | Imię i nazwisko           | Kraj      | Drużyna                         | Czas       |
| ---- | ------------------------- | --------- | ------------------------------- | ---------- |
| 1.   | Chloe Hosking             | Australia | Wiggle High5                    | 2h 01' 27" |
| 2.   | Lotta Lepistö             | Finlandia | Cervélo–Bigla                   | + 0"       |
| 3.   | Marianne Vos              | Holandia  | Rabo Liv                        | + 0"       |
| 4.   | Joëlle Numainville        | Kanada    | Cervélo–Bigla                   | + 0"       |
| 5.   | Roxane Fournier           | Francja   | Poitou–Charentes.Futuroscope.86 | + 0"       |
| 6.   | Pascale Jeuland           | Francja   | Poitou–Charentes.Futuroscope.86 | + 0"       |
| 7.   | Tiffany Cromwell          | Australia | Canyon–SRAM                     | + 0"       |
| 8.   | Joanne Kiesanowski        | Australia | Tibco–Silicon Valley Bank       | + 0"       |
| 9.   | Lotte Kopecky             | Belgia    | Lotto–Soudal Ladies             | + 0"       |
| 10.  | Maria Giulia Confalonieri | Włochy    | Lensworld.eu–Zannata            | + 0"       |
|      |                           |           |                                 |            |
| 21.  | Eugenia Bujak             | Polska    | BTC City Ljubljana              | + 0"       |
| 76.  | Katarzyna Niewiadoma      | Polska    | Rabo Liv                        | + 3' 03"   |
| 85.  | Katarzyna Pawłowska       | Polska    | Boels–Dolmans                   | + 5' 01"   |